# Mimela passerinii
Mimela passerinii är en skalbaggsart som beskrevs av Hope 1842. Mimela passerinii ingår i släktet Mimela och familjen Rutelidae.

## Underarter
Arten delas in i följande underarter:
- M. p. diana
- M. p. mediana
- M. p. taiheizana
- M. p. tienmusana
- M. p. pomacea